# Kiplinger

## Publicaciones sobre negocios
- The Kiplinger Letter: Boletín Kiplinger

- Kiplinger Business Resource Center: Centro de recursos de negocios Kiplinger

- The Kiplinger Tax Letter: Boletín de impuestos de Kiplinger

- The Kiplinger Agriculture Letter: Boletín de agricultura Kiplinger

- Kiplinger Audio Conferences: Conferencias en Audio Kiplinger

## Publicaciones sobre finanzas personales
- Kiplinger's Personal Finance magazine: Magazine Kiplinger de finanzas personales

- Kiplinger.com: Sitio Web de la Editorial

- Kiplinger's Retirement Report Informe mensual sobre Jubilación

- Special issues and products: Publicaciones y productos especiales